# Haploniscus excisus
Haploniscus excisus är en kräftdjursart som beskrevs av Richardson1908. Haploniscus excisus ingår i släktet Haploniscus och familjen Haploniscidae. Inga underarter finns listade i Catalogue of Life.